# 尤里·尼古拉耶维奇·阿法纳西耶夫
尤里·尼古拉耶维奇·阿法纳西耶夫（俄語：Ю́рий Никола́евич Афана́сьев，1934年9月5日—2015年9月14日），是苏联期刊《共产党人》编辑，莫斯科学术圈“资产阶级批判史学”专家，苏联解体后为俄罗斯国立人文大学校长。亦入選為俄羅斯自然科學院院士。